# 546
546(오백사십육)은 545보다 크고 547보다 작은 자연수다.

## 수학
- 합성수로, 그 약수는 총 16개다. (1, 2, 3, 6, 7, 13, 14, 21, 26, 39, 42, 78, 91, 182, 273, 546)
  - 546의 진약수의 합은 798이므로, 546은 과잉수다.
  - 제곱 인수가 없는 29번째 과잉수다. 이 성질을 지닌 앞의 수는 534, 다음 수는 570이다. (OEIS의 수열 A087248)
- {\displaystyle 546=53+59+61+67+71+73+79+83}
  - 연속하는 소수(素數) 8개의 합으로 나타낼 수 있으며, 이 성질을 지닌 앞의 수는 510, 다음 수는 582이다.
- {\displaystyle 79^{3}-1}은 546으로 나누어떨어진다.
  - 연속하는 십사각수 14, 39의 곱이다.

## 과학
- CX-546(영어판): 암파카인 계열 약물.
- NGC 546(영어판): 조각가자리 방향에 있는 막대나선은하.
- 546 헤로디이스(영어판): 소행성.

## 교통
- 수도권 전철 5호선 광나루역의 역번호.

## 군사
- LST-546(영어판): 제2차 세계 대전에 사용된 미국의 전차상륙함.
- U-546(영어판, 독일어판): 제2차 세계 대전에 사용된 나치 독일의 군용 잠수함.

## 문화유산
- 대한민국의 보물 제546호: 제천 물태리 석조여래입상
- 대한민국의 사적 제546호: 부산 임시수도 대통령관저

## 방송
- KT HCN의 STB 상생방송 채널 번호.

## 기타
- 연도: 546년, 기원전 546년